# Jinnah (Film)
Jinnah ist eine Filmbiografie von Jamil Dehlavi, die das Leben des Staatsgründers von Pakistan, Muhammad Ali Jinnah porträtiert.

## Handlung
Der Film beginnt mit folgendem Zitat des US-amerikanischen Historikers und Indologen Stanley Wolpert:

„Nur wenige Individuen verändern den Lauf der Geschichte wesentlich. Noch weniger verändern die Weltkarte. Die Schaffung eines Nationalstaates kann kaum jemandem zugeschrieben werden. Muhammad Ali Jinnah hat alle drei getan.“

Die erste Szene beginnt mit dem Tod von Jinnah. Dieser wird danach von einem Himmelswächter bzw. Himmelsrichter in Gestalt eines Inders empfangen, der darüber entscheiden soll, wohin Jinnah gesendet wird. Zusammen mit Jinnah blickt er darum in Rückblicken auf dessen Leben, um diesen die Möglichkeit zu geben, sein Leben und Wirken zu kommentieren und gegebenenfalls zu rechtfertigen. Sie beobachten, wie Jinnah als Spitzenpolitiker den Vorschlag von Gandhi ablehnt, den Posten des Premierministers von Indien anzunehmen und stattdessen eine Heimat für indische Muslime bzw. die Gründung von Pakistan fordert. In den Jahren nach dem Zweiten Weltkrieg entscheidet die britische Regierung, Britisch-Indien aufzugeben und dem Subkontinent die Unabhängigkeit zu gewähren. Diese Entwicklung, an der Louis Mountbatten als Vertreter der britische Monarchie in Indien maßgeblich beteiligt war, wird ebenfalls von beiden beobachtet. Die Rückblenden werden fortgesetzt und sie begeben sich in das Jahr 1916, als sich Jinnah und die Parsin Rattanbai (Ruttie) verlieben und gegen den Willen ihrer Eltern heiraten. Im Jahr 1922 sieht sich Jinnah in der politischen Isolation, da er jede freie Minute darauf verwendet, die Stimme der Mäßigung in einer zwischen Hindus und Muslimen zerrissenen Nation zu sein. Sein Berufsleben führt zu Spannungen zwischen Rattanbai und Jinnah. Sie verlässt ihn schließlich im September 1922 mit ihrer Tochter. Fünf Jahre später folgt die Trennung. Zwei weitere Jahre später stirbt sie an Krebs. Der Tod von Rattanbai hat einen großen Einfluss auf Jinnahs Leben und seinen Kampf für Pakistan. Er kehrt nach Britisch-Indien zurück, um eine berufliche Reise für die Zwei-Nationen-Theorie anzutreten. Bei der Jahreskonferenz der Muslimliga im Jahr 1940 gibt Jinnah den Muslimen in Indien Hoffnung auf einen eigenen Staat. Der Himmelswächter fragt Jinnah, wen er außer Ruttie und seiner Schwester Fatima Jinnah am meisten liebt. Er erwähnt seine Tochter, die ohne seine Erlaubnis einen Parsen geheiratet hatte.
Als Jinnah 1947 auf einer Konferenz der Muslimliga spricht, greifen ihn muslimische Fundamentalisten an und behaupten, dass Pakistan, wenn es ein muslimischer Staat sein soll, Frauen und Nicht-Muslimen nicht die gleichen Rechte wie muslimischen Männern einräumen könne. Jinnah antwortet, dass der Islam keine Fanatiker braucht, sondern Menschen mit Visionen, die das Land aufbauen können. Mit der Teilung Indiens wird Jinnah im selben Jahr Zeuge des Massakers in Jammu durch Hindus und Sikhs an den migrierenden Muslimen. Jinnah wird als erster Generalgouverneur von Pakistan vereidigt und ernennt Liaquat Ali Khan zum ersten Premierminister Pakistans.
Nach der Unabhängigkeit und dem Ende der britischen Herrschaft steht Pakistan als neue Nation und Zufluchtsort für die Muslime des asiatischen Subkontinents. Jinnah erhält den Titel Quaid-e-Azam und möchte die erste Ankunft von muslimischen Migranten aus Indien erleben. Doch bringt der ankommende Zug bis auf ein kleines Kind nur tote Passagiere – Opfer von in Indien verübten Massakern an Muslimen. Der Film endet damit, dass Jinnah und sein Himmelsrichter eine Zeitreise an einen Tatort, zu den getöteten muslimischen Flüchtlingen machen. Jinnah drückt ihnen seine Trauer aus. Als Antwort skandieren sie Pakistan Zindabad („Lang lebe Pakistan“). Dies leitet den Abspann des Films ein.

## Produktion
Die Produktionskosten beliefen sich laut IMDb auf sechs Millionen US-Dollar.

## Rezeption
Christopher Lee selbst sprach in höchsten Tönen über den Historienfilm. So nannte er seine Leistung darin die beste seiner Karriere und betonte die Bedeutung des Films:

„Den wichtigsten Film, den ich in Bezug auf das Thema und die große Verantwortung, die ich hatte, als Schauspieler gemacht habe, war ein Film über den Gründer Pakistans namens Jinnah. Es hatte die besten Kritiken die ich je in meiner gesamten Karriere hatte – als Film und als eigene Performance. Aber letztendlich wurde es nie in den Kinos [Anmerkung: in der Westlichen Welt] gezeigt.“

In Pakistan stieß der Film schon während der Produktion auf gewaltige Resonanz. Die Besetzung von Christopher Lee in der Hauptrolle führte dort jedoch aufgrund seiner früheren Rollen in Horror- und Vampirfilmen als Graf Dracula zu großer Empörung. Lee erhielt Morddrohungen, sodass während der Filmproduktion Bodyguards angestellt wurden.

## Auszeichnungen und Nominierungen
- Grand Prize des Zanzibar International Film Festival[2]
- Best International Film – World Film Awards, Indonesien[2][6]
- Gold Award Best Foreign Film – Worldfest Flagstaff[6]
- Silver Award – WorldFest-Houston International Film Festival[7][2]
- Nominierung des Golden Pyramid Award beim Cairo International Film Festival[2][6]

### Filmrezensionen
- IO Film Reviews (englisch)
- Close-up Film Review: Jinnah (englisch)
- „Jinnah the Movie“ reviews by Rizwan (englisch)